# Unione Sportiva Gladiator 1930-1931
Questa pagina raccoglie i dati riguardanti l'Unione Sportiva Gladiator nelle competizioni ufficiali della stagione 1930-1931.

## Rosa
| N. |                   | Ruolo | Calciatore        |
| -- | ----------------- | ----- | ----------------- |
|    | Italia (bandiera) | D     | Carlo Camozzi     |
|    | Italia (bandiera) | C     | Di Rienzo         |
|    | Italia (bandiera) | D     | Gatto             |
|    | Italia (bandiera) | C     | Libero Ghezzi     |
|    | Italia (bandiera) | D     | Corrado Guarneri  |
|    | Italia (bandiera) | C     | Bruno Hippel      |
|    | Italia (bandiera) | A     | Giovanni Lambiase |
|    | Italia (bandiera) | A     | Ennio Machich     |

| N. |                   | Ruolo | Calciatore          |
| -- | ----------------- | ----- | ------------------- |
|    | Italia (bandiera) | P     | Enrico Pedotti      |
|    | Italia (bandiera) | C     | Ettore Rossi        |
|    | Italia (bandiera) | D     | Zelante Salvatorini |
|    | Italia (bandiera) | A     | Luigi Saviano       |
|    | Italia (bandiera) | C     | Salvatore Salvetti  |
|    | Italia (bandiera) | A     | Carlo Schiavone     |
|    | Italia (bandiera) | D     | Vieri               |